# Георги Мавродиев
Георги Мавродиев е български учен, физик от Македония, автор на няколко учебника по физика и хумористични книги, прекарал голяма част от живота си в Северна Македония.

## Биография
Роден е на 1 февруари 1928 година в горноджумайското село Крупник, България. Заминава да следва в Скопие, където завършва Скопския университет в 1950 година. В 1960 година защитава докторска дисертация в Природо-математическия факултет в същия университет на тема коригиращите свойства на Бунзеновата горелка. Специализира в Любляна и Единбург.
От 1971 година е редовен професор в Природо-математическия факултет на Скопския университет. Преподава и в други факултети. Автор е на много научни изследвания и учебници по физика. Преподава механика, термодинамика и електромагнетизъм, както и обща физика в другите факултети. Публикува статии за електропроводимостта на газовете и плазмата, за фазовите диаграми на твърди вещества и сплави, изследвани чрез тяхното разширяване, върху тънки филми и за прилагането на слънчевата енергия.
От 1963 до 1964 година е председател на Дружеството на математиците и физиците на Македония. В периода 1975 - 1976 година е декан на Природо-математическия факултет на Скопския университет.
Умира в 2014 година.